# Omirp
Um omirp (primo escrito de trás para frente) é um número primo que resulta em um outro primo quando seus dígitos decimais são invertidos. Esta definição exclui os relacionados primos palíndromos. O termo primo reversível pode ser usado para significar o mesmo que omirp, mas também pode, de forma ambígua, incluir os primos palíndromos. 
A sequência de omirps começa 13, 17, 31, 37, 71, 73, 79, 97, 107, 113, 149, 157, 167, 179, 199, 311, 337, 347, 359, 389, 701, 709, 733, 739, 743, 751, 761, 769, 907, 937, 941, 953, 967, 971, 983, 991, ... (sequência A006567 na OEIS).
Todos os primos permutáveis não-palíndromos são omirps.
Até novembro de 2009, o omirp maior e mais conhecido era 1010006+941992101×104999+1, encontrado por Jens Kruse Andersen, em outubro de 2007.
O termo "omirpimes' (singular) também é usado para tratar semiprimos de forma semelhante. Isto é, um omirpimes é um semiprimo que também é um semiprimo (distinto) após a reversão de seus dígitos.

## Outras bases
Os omirps na base 12 são (usando dois e três invertidos para dez e onze, respectivamente)
15, 51, 57, 5Ɛ, 75, Ɛ5, 107, 117, 11Ɛ, 12Ɛ, 13Ɛ, 145, 157, 16Ɛ, 17Ɛ, 195, 19Ɛ, 1ᘔ7, 1Ɛ5, 507, 51Ɛ, 541, 577, 587, 591, 59Ɛ, 5Ɛ1, 5ƐƐ, 701, 705, 711, 751, 76Ɛ, 775, 785, 7ᘔ1, 7ƐƐ, Ɛ11, Ɛ15, Ɛ21, Ɛ31, Ɛ61, Ɛ67, Ɛ71, Ɛ91, Ɛ95, ƐƐ5, ƐƐ7, ...

## Omirps com propriedades de espelho
Existe um subconjunto de omirps x, com espelho xm, tal que x é o yº primo, e xm é o ymº primo. (por exemplo, 73 é o 21º primo; seu espelho, 37, é o 12º número primo; 12 é o espelho de 21.)